# The Settlers III
The Settlers III (нім. Die Siedler III) — відеогра у жанрах стратегії в реальному часі й симулятора містобудування, розроблена і видана німецькою компанією Blue Byte Software у 1998 році на Microsoft Windows.
Найважливішою відмінністю The Settlers III від попередніх частин серії стала відсутність доріг і введення прямого контролю над військами.

## Сюжет
Сюжет гри подається за допомогою мультиплікаційних фільмів між рівнями. Вступне відео гри зображує трьох богів: Юпітера (римляни), Гора (єгиптяни) і Чи Ю (китайці), що повгрузали у бездіяльності та пияцтві. Верховний бог, незадоволений їхньою поведінкою, наказує їм знайти гідного лідера серед своїх народів, який приведе його до перемоги над іншими. Бог народу-переможця уникне покарання. Роль лідера одного з трьох народів бере на себе гравець.

## Ігровий процес

### Основний
Як і в The Settlers II, у цій частині мета зводиться до побудови працездатної економіки, спрямованої на збільшення кількості солдатів, і подальшого захоплення з їхньою допомогою територій ворога. Серйозною відмінністю від свого попередника стала відсутність доріг. Гравець може очолити один з трьох народів: римлян, азіатів (фактично китайців) і єгиптян на шляху до світового панування.

### Будинки
Велику частину гри займає будівництво і облаштування будівель. Їх створення можливе тільки на території зони впливу гравця. Для розширення території використовуються сторожові вежі, побудовані поруч з кордоном. Для створення всіх будівель необхідні камінь і деревина, а також спеціальні юніти-будівельники. Всі будівлі в грі діляться на промислово-добувні (Resource), сільськогосподарські (Food), військові (Military) і загальні (Miscellaneous).
До першої групи належать будівлі, що добувають природні ресурси, такі як, наприклад, будівельні матеріали або корисні копалини (залізо і вугілля) необхідні в подальшому для створення військ. До сільськогосподарських будівель належать ті, що служать для виробництва їжі для шахтарів, а також спиртних напоїв, що приносяться в жертву богам. У групу військових будівель входять сторожові вежі, казарми, верф, майстерня облогових знарядь. Четверта група охоплює: житлові будинки, що служать для виробництва носіїв, храми, ринки і доки.

### Юніти

#### Основні
Усіх юнітів у The Settlers III можна розділити на групу, керовану безпосередньо, і групу, яка реагує тільки на непрямі вказівки. До першої групи відносяться: воїни, кораблі, облогові знаряддя, священик і, геологи, першопрохідці і шпигуни. До другої: носильники, будівельники, а також юніти, «прив'язані» до будівель. Юніти цієї групи не можуть залишати території зони впливу гравця. Всі юніти у грі, крім священиків, виходять з носіїв. Для того щоб, наприклад, зробити фермера, буде необхідний вільний носильник, коса і вакансія у відповідній будівлі. Щоб зробити воїна, буде потрібен носильник, зброя та казарми, і так далі. Самі носії «з'являються» всередині житлових будинків, що зводяться гравцем.

#### Військові юніти
У кожного народу є три різновиди солдатів: мечник, списоносець і лучник. Крім цього в грі присутні облогові знаряддя, унікальні для кожної нації (римляни — катапульта, азіати — гармата, єгиптяни — баліста). Юніти можуть поліпшуватися з допомогою «енергії» (мани), яка додається при жертвоприношеннях в храмах. Кожен вид юнітів може бути поліпшений два рази, при цьому змінюється
його зовнішній вигляд, і покращуються військові якості.

### Магія
Магія у грі представлена у вигляді заклинань, що творяться священиками, при цьому витрачаються очки мани, що виникають з допомогою жертвоприношень. Серед заклинань є як бойові, так і мирні. До перших відносяться, наприклад: перетворення солдатів ворога в союзників, тимчасове збільшення захисту або атаки, та інші. До мирних відносяться такі як: створення випадкового набору ресурсів, перетворення одних ресурсів в інші, терраморфінг (висушування болота або спустошування землі). У кожного народу є по вісім унікальних заклинань.

### Народи
У The Settlers III у гравця є можливість вибору між трьома народами: римлянами, азіатами і єгиптянами. Крім набору заклинань і облогових машин, сторони відрізняються одна від одної деякими будівлями і ресурсами. Крім того, у різних народів різні вимоги до будівельних матеріалів: якщо у римлян є приблизно однакові потреби і в камінні, і в деревині, то єгиптянам потрібно значно більше каменю, а азіатам — дерева. Це почасти визначало тактику гри за ці народи. Так як камінь в грі був вичерпним ресурсом, а дерево — ні (ліс можна було заново висаджувати з допомогою лісника), то єгиптяни відчували брак матеріалів у пізній грі, однак мали більше переваг у ранній, так як камінь добувався швидше деревини. Азіати ж, навпаки, були більше заточені під довгі гри.